# Кабатов, Виталий Алексеевич
Виталий Алексеевич Кабатов (12 июня 1924 — 23 сентября 2016) — юрист, специалист по советскому хозяйственному праву и российскому предпринимательскому праву; выпускник юридического факультет МГУ (1951); доктор юридических наук с диссертацией о проблемах планирования и экономического стимулирования капитального строительства в СССР (1970); профессор кафедры международного частного и гражданского права МГИМО; автор статей в БСЭ; заслуженный деятель науки РСФСР; награждён орденами «Отечественной войны» (I и II степени), орденом «Дружбы народов» и медалями.

## Биография
Работал на кафедре международного частного и гражданского права МГИМО с 1967 года, читал курсы лекций по римскому праву и гражданскому праву Российской Федерации.
Основные направления научной работы связаны со специальностью по гражданскому праву; семейному праву; предпринимательскому праву; международному частному праву. Им опубликовано более 80 работ, в том числе три монографии (две из которых — коллективные), учебник (в соавторстве), несколько учебных пособий для студентов международно-правового факультета МГИМО, сборники арбитражной практики МКАС. Некоторые работы опубликованы на английском, немецком и финском языках, в частности главы в книге «USSR Contract Law», статьи в журнале «Arbitration International» и в «Yearbook arbitration». В последние годы жизни опубликованы статьи «Применение Венской конвенции 1980 года в качестве права государства — её участника», «Новое в наследственном праве России», «Вопросы, которые могут возникнуть при применении российского законодательства об исковой давности».
В. А. Кабатов был арбитром Международного коммерческого арбитражного суда (МКАС) и Морской арбитражной комиссии (МАК) при Торгово-промышленной палате РФ, а также третейским судьей Третейского суда для разрешения экономических споров при Торгово-промышленной палате РФ и Третейского суда при РАО «ЕЭС России».

## Семья
- Дочь — Елена Витальевна Кабатова (1951—2022) — советский и российский юрист, специалист по международному гражданскому праву.

## Работы
Виталий Кабатов являлся автором и соавтором нескольких десятков научных публикаций, включая ряд монографий и учебных пособий; он специализировался, в основном, на вопросах проектирования строительства, а также — на советских проблемах планирования и финансирования капитальных вложений, материально-технического снабжения строительства и собственно строительного производства:
- «Правовые формы управления землями сельскохозяйственного назначения в СССР» (М., 1958);
- «Хозяйственное право». Учебное пособие (М., 1967) (в соавт.).
- Арбитражная практика / Торг.-пром. палата СССР, Секция права. — Москва : [б. и.], 1972. — Ч. 6: Практика внешнеторговой арбитражной комиссии, 1975—1978 гг. / Вып. подгот. В. А. Кабатовым. — 1976. — 95 с.
- Источники гражданского права социалистических стран Европы — членов СЭВ : Учеб. пособие / К. ю. н. Е. А. Богатых и др. — Москва : [б. и.], 1977-. — Ч. 1 / Под общ. ред. д-ра юрид. наук, проф. В. А. Кабатова. — 1977. — 81 с.
- Обязательственное право Польской Народной Республики, Социалистической Республики Румынии и Чехословацкой Социалистической Республики : Учеб. пособие / Р. А. Тупин, К. Л. Разумов, Н. И. Татищева; Под ред. Кабатова В. А. — М. : МГИМО, 1982. — 84 с.
- Практикум по гражданскому праву Российской Федерации : учебное пособие / В. А. Кабатов ; Московский гос. ин-т междунар. отношений (ун-т) МИД России, Кафедра международного частного и гражданского права. — 2-е изд., испр. и доп. — Москва : МГИМО-Университет, 2008. — 74 с.; ISBN 978-5-9228-0386-1.
- Гражданское право Российской Федерации. Часть 2 : практикум : в 2 частях / В. А. Кабатов, А. И. Иванчак, С. В. Водолагин ; Федеральное гос. авт. образовательное учреждение высш. образования «Московский гос. ин-т международных отношений (ун-т) М-ва иностранных дел Российской Федерации», Каф. международного частного и гражданского права. — Москва : МГИМО-Университет, 2016. — 138 c.; ISBN 978-5-9228-1530-7.